# Parafia św. Jacka w Rydułtowach
Parafia św. Jacka – rzymskokatolicka parafia znajdująca się w Rydułtowach, na osiedlu Radoszowy. Parafia należy do archidiecezji katowickiej i dekanatu Niedobczyce.

## Historia
Pierwsze wzmianki o Radoszowach znajdują się w dokumencie z 1228 roku, gdzie książę opolski i raciborski darują wieś Radosevici zakonowi norbertanek w Czarnowąsach koło Opola. Nazwa miejscowości najprawdopodobniej pochodzi od założyciela wsi o imieniu Radosz.
Po wojnie światowej radoszowianie postanowili zbudować swój kościół. W 1919 roku powołano komitet budowy i rok później rozpoczęto prace. Kościół został poświęcony 22 lutego 1922 roku, duszpasterzem lokalii został ks. Filip Pandel. W tym samym roku powstał przy kościele cmentarz i rozpoczęto prowadzenie ksiąg metrykalnych. W kwietniu 1924 roku administrator apostolski ks. August Hlond w czasie reorganizacji sieci dekanalnej powołał nowy dekanat rybnicki, w skład którego weszły między innymi Radoszowy. Dnia 18 lipca 1925 roku uroczystej konsekracji kościoła dokonał ks. August Hlond. W czasie konsekracji zostały poświęcone trzy dzwony, które później zostały zawieszone na wieży. Nowa parafia obejmowała teren całych Radoszów, Niewiadomia Górnego, Pietrzkowic i Buzowic oraz część gmin Piece i Szczerbice.
13 maja 1955 roku w czasie nieobecności biskupa ks. Jan Piskorz powołał 9 nowych dekanatów. Wśród nich znalazł się dekanat rydułtowski, do którego wcielono parafię w Radoszowach. Po powrocie z wygnania bp Stanisław Adamski dekretem z 16 kwietnia 1957 roku zatwierdził podział dekanatów dokonany przez ks. J. Piskorza. Wprowadził jednak kilka zmian i skutkiem tego parafia w Radoszowach znalazła się w dekanacie pszowskim.
Eksploatacja górnicza pod kościołem doprowadziła do jego znacznych uszkodzeń. W 1968 roku rozpoczęto remont. Wzmocniono fundamenty, zmieniono sufit, ołtarze i cały wystrój kościoła. W latach 80. obszar parafii znacznie się zmniejszył na rzecz nowo powstałych parafii na Orłowcu, w Niewiadomiu i Szczerbicach. W 1990 roku przystąpiono do budowy domu katechetycznego i kaplicy przedpogrzebowej. W trakcie kończenia prac katechezę przeniesiono do szkół. Zmieniono zatem przeznaczenie budynku. Został ukończony jako Dom Parafialny i w 1997 roku został poświęcony przez abpa Damiana Zimonia. Od 1992 roku zaczął ukazywać się miesięcznik parafialny „Spektrum”. Dekretem z 23 listopada 1997 roku arcybiskup Damian Zimoń utworzył nowy dekanat Niedobczyce, w skład którego weszła parafia w Radoszowach.

## Proboszczowie
- ks. Filip Pandel (1922–1954)
- ks. Władysław Kręczkowski (1954–1957)
- ks. Paweł Jochemczyk (1957–1976)
- ks. Sylwester Antosz (1976–1982)
- ks. Adam Woźnik (1982–1988)
- ks. Rafał Korbel (1988–2011)
- ks. Roman Dobosiewicz (od 2011)

## Grupy parafialne
Na terenie parafii działa kilkanaście grup parafialnych:
- Parafialna Rada Duszpasterska i Ekonomiczna,
- Parafialny Zespół Charytatywny,
- Dzieci Maryi,
- Domowy kościół,
- Żywy Różaniec,
- Odnowa w Duchu Świętym,
- Legion Maryi,
- Apostolstwo Dobrej Śmierci,
- Chór parafialny „Hiacyntus”,
- Lektorzy i kantorzy, szafarze,
- Nowa Ewangelizacja,
- Radoszowik – Stowarzyszenie Kulturalno-Oświatowe,
- Rycerze Kolumba,
- Służba ołtarza – Ministranci,
- Zespół muzyczny „Vespere Cultus”,
- Zespół redakcyjny gazetki „Spektrum”.